# Burla (Roemenië)
Burla is een Roemeense gemeente in het district Suceava.
Burla telt 2162 inwoners.